# Campanula reverchonii
Campanula reverchonii är en klockväxtart som beskrevs av Asa Gray. Campanula reverchonii ingår i släktet blåklockor, och familjen klockväxter. Inga underarter finns listade i Catalogue of Life.